# جيف موريل
جيف موريل (بالإنجليزية: Geoff Morrell)‏ هو ممثل أسترالي، ولد في 19 فبراير 1958 بسيدني في أستراليا.

## أعمال

### أفلام
- (1997) أوسكار ولوسيندا[3][4]

## وصلات خارجية
- جيف موريل على موقع IMDb (الإنجليزية)
- جيف موريل على موقع ألو سيني (الفرنسية)
- جيف موريل على موقع قاعدة بيانات الفيلم (الإنجليزية)